# قلعة إقبال
قلعة إقبال (بالفارسية: قلعه اقبال) هي قرية تقع في قسم ميزدج عليا الريفي في إيران. يقدر عدد سكانها بـ 29 نسمة بحسب إحصاء 2016.